# María Moliner
María Juana Moliner Ruiz (Paniza, Zaragoza, 30 de marzo de 1900-Madrid, 22 de enero de 1981) fue una bibliotecaria, archivera, filóloga y lexicógrafa española, autora del Diccionario de uso del español.

## Biografía

### Familia y primeros años
Nació el 30 de marzo de 1900 en la localidad zaragozana de Paniza. Sus padres eran el médico rural Enrique Moliner Sanz (1860-1923) y Matilde Ruiz Lanaja (1872-1932), siendo ella la mediana de tres hermanos, entre Enrique (15 de agosto de 1897) y Matilde (7 de julio de 1904).
En 1902, según su propio testimonio, los padres y ambos hijos mayores se trasladaron a Almazán (Soria) y, casi inmediatamente, a Madrid. En la capital nació la hija menor, Matilde. En Madrid los hermanos asistieron, con alguna intermitencia, al colegio de la Institución Libre de Enseñanza en la calle del Obelisco, posteriormente denominada de Martínez Campos, y se examinaron por libre en el Instituto Cardenal Cisneros. Según recordó años después en un par de entrevistas y declaró a Carmen Castro, en la Institución recibió clases de Américo Castro, que despertó su interés por la gramática.

### Años de dificultad y de formación
Su padre, que había obtenido plaza de médico en la marina, después de un segundo viaje a América en 1912, se quedó en Argentina, abandonando a la familia, aunque en los primeros tiempos siguiese enviando dinero. Esto motivó probablemente que la madre decidiera en 1915 dejar Madrid y regresar a Aragón, donde tenía algunas tierras y el apoyo familiar. Allí la familia salió adelante en buena parte gracias a la ayuda económica de María, que, aun siendo muy joven, se dedicó a dar clases particulares de latín, matemáticas e historia. Según dijeron más tarde sus hijos, estas duras circunstancias fueron fundamentales en el desarrollo de la personalidad de su madre.
Los primeros exámenes del bachillerato los hizo, como alumna libre, en el Instituto General y Técnico Cardenal Cisneros de Madrid (entre 1910 y 1915), pasando en julio de 1915 al Instituto Goya, por entonces General y Técnico de Zaragoza, del que fue alumna oficial a partir de 1917 y donde concluyó el bachillerato en 1918.

### Primeros pasos como filóloga y archivera
En Zaragoza se formó y trabajó como filóloga y lexicógrafa en el Estudio de Filología de Aragón, dirigido por Juan Moneva desde 1917 hasta 1921, años en los que colaboró en la realización del Diccionario aragonés de dicha institución. Como se ha destacado, el método de trabajo adquirido y practicado en esta institución hubo de ser muy importante en su formación filológica y en su posterior trabajo como lexicógrafa.
Se licenció en 1921 en la especialidad de Historia, la única existente por entonces en la Facultad de Filosofía y Letras de la Universidad de Zaragoza, con las máximas calificaciones y Premio Extraordinario. Casi los mismos pasos siguió su hermana Matilde Moliner, licenciada en la misma disciplina con iguales honores, pero en 1925 y, también cooperante en el Estudio de Filología de Aragón.

### Trayectoria como archivera y bibliotecaria
Al año siguiente ganó las oposiciones para el Cuerpo Facultativo de Archiveros, Bibliotecarios y Arqueólogos, comenzando las prácticas en la Biblioteca Nacional de España, siendo destinada en agosto al Archivo General de Simancas, desde el que pasó, en 1924, al Archivo de la Delegación de Hacienda en Murcia, y años más tarde, a comienzos de los treinta, al de Valencia.
En Murcia conoció a Fernando Ramón Ferrando, nueve años mayor que ella, que había ganado la cátedra de Física General en 1918 y era un profesor reconocido en la capital murciana. Se casaron en la iglesia parroquial de Santa María de Sagunto, el 5 de agosto de 1925. Su primera hija falleció. En Murcia nacieron sus hijos Enrique (investigador médico en Canadá, fallecido en 1999) y Fernando, arquitecto. Trasladada la familia a Valencia, nacieron los dos hijos menores: Carmen (filóloga) y Pedro (ingeniero industrial, director de la ETSI de Barcelona, fallecido en 1985). Fue además la primera mujer en impartir clase en la Universidad de Murcia, durante 1924. En el decenio 1929-1939 tomó parte activa en la política bibliotecaria nacional, colaborando con la Institución Libre de Enseñanza en proyectos como las Misiones Pedagógicas.
Su inclinación por el archivo, por la organización de bibliotecas y por la difusión cultural, la llevó a reflexionar sobre ello en varios textos (Bibliotecas rurales y redes de bibliotecas en España, 1935) y a una participación muy activa en el grupo de trabajo que publicó, de forma colectiva, las Instrucciones para el servicio de pequeñas bibliotecas (1937), un trabajo vinculado a las mencionadas Misiones Pedagógicas proyectadas y puestas en marcha por la Segunda República Española. El programa para dotar a cada pueblo de España de una pequeña biblioteca logró abrir más de 5500.
Además, dirigió la Biblioteca de la Universidad de Valencia, participó en la Junta de Adquisición de Libros e Intercambio Internacional, que tenía el encargo de dar a conocer al mundo los libros que se editaban en España, y desarrolló un amplio trabajo como vocal de la Sección de Bibliotecas del Consejo Central de Archivos, Bibliotecas y Tesoro Artístico, creado en febrero de 1937, en la que fue encargada de la Subsección de Bibliotecas Escolares; desde allí, en 1938, diseñó el proyecto del Plan de organización general de Bibliotecas del Estado.
En 1939, finalizada la guerra civil española y desaparecida la Segunda República española, el matrimonio sufrió la depuración franquista del magisterio español: él perdió la cátedra y fue trasladado a Murcia, y María regresó al Archivo de Hacienda de Valencia, bajando dieciocho niveles en el escalafón del Cuerpo. No obstante, en 1946 su marido fue rehabilitado, pasando como catedrático de Física a la Universidad de Salamanca.
Antes de 1936, había estudiado alemán. Después de 1939, estudió inglés en el consulado británico de Valencia, siendo su profesora la esposa del escritor Walter Starkie.
La familia se instaló en Madrid y María se incorporó a la Biblioteca de la Escuela Técnica Superior de Ingenieros Industriales de Madrid, llegando a ser su directora hasta su jubilación en 1970. Ese año, el Ministerio de Educación y Ciencia, por orden de 6 de julio de 1970, acordó su ingreso en la Orden Civil de Alfonso X el Sabio, en su categoría de Lazo.

### Últimos años
Los últimos años de su vida estuvieron marcados por el cuidado de su marido, jubilado en 1962, enfermo y ciego ya para 1968, y por el deseo de pulir y ampliar con tranquilidad su Diccionario de uso del español que había sido publicado en dos grandes volúmenes en 1966-1967. Sin embargo, en el verano de 1973 surgieron repentinamente los primeros síntomas de una arterioesclerosis cerebral, enfermedad que la fue retirando de toda actividad intelectual. Su marido falleció el 4 de septiembre de 1974. En 1970 dejó su casa en la calle Don Quijote (barrio de Cuatro Caminos) y se trasladó a la calle Moguer (barrio de Ciudad Universitaria), lugar donde falleció en 1981; una placa conmemorativa señala el edificio en que pasó esos últimos años.

## Diccionario de Uso del español (DUE)

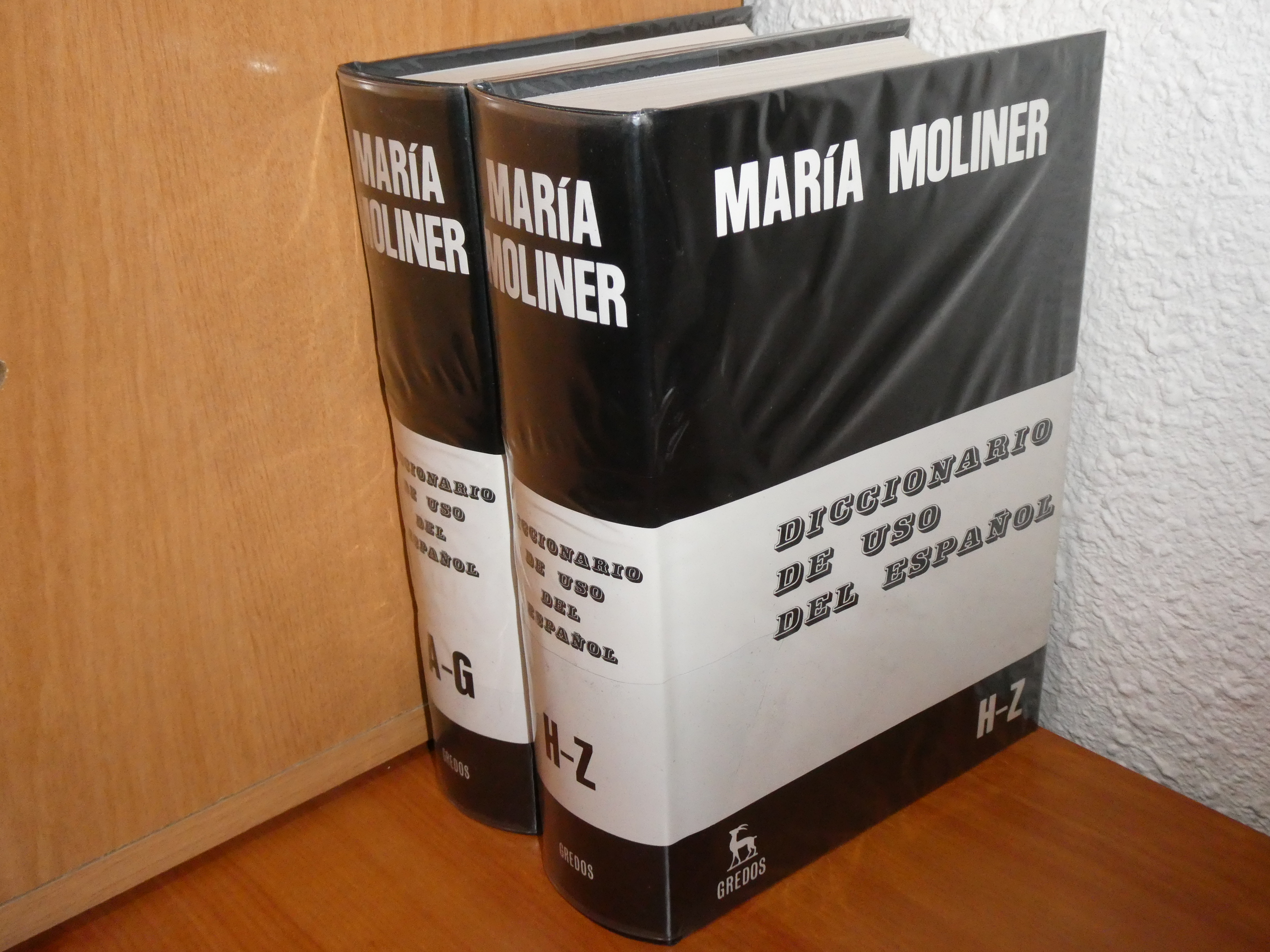
Diccionario de uso del español de María Moliner. Edición de 1990.

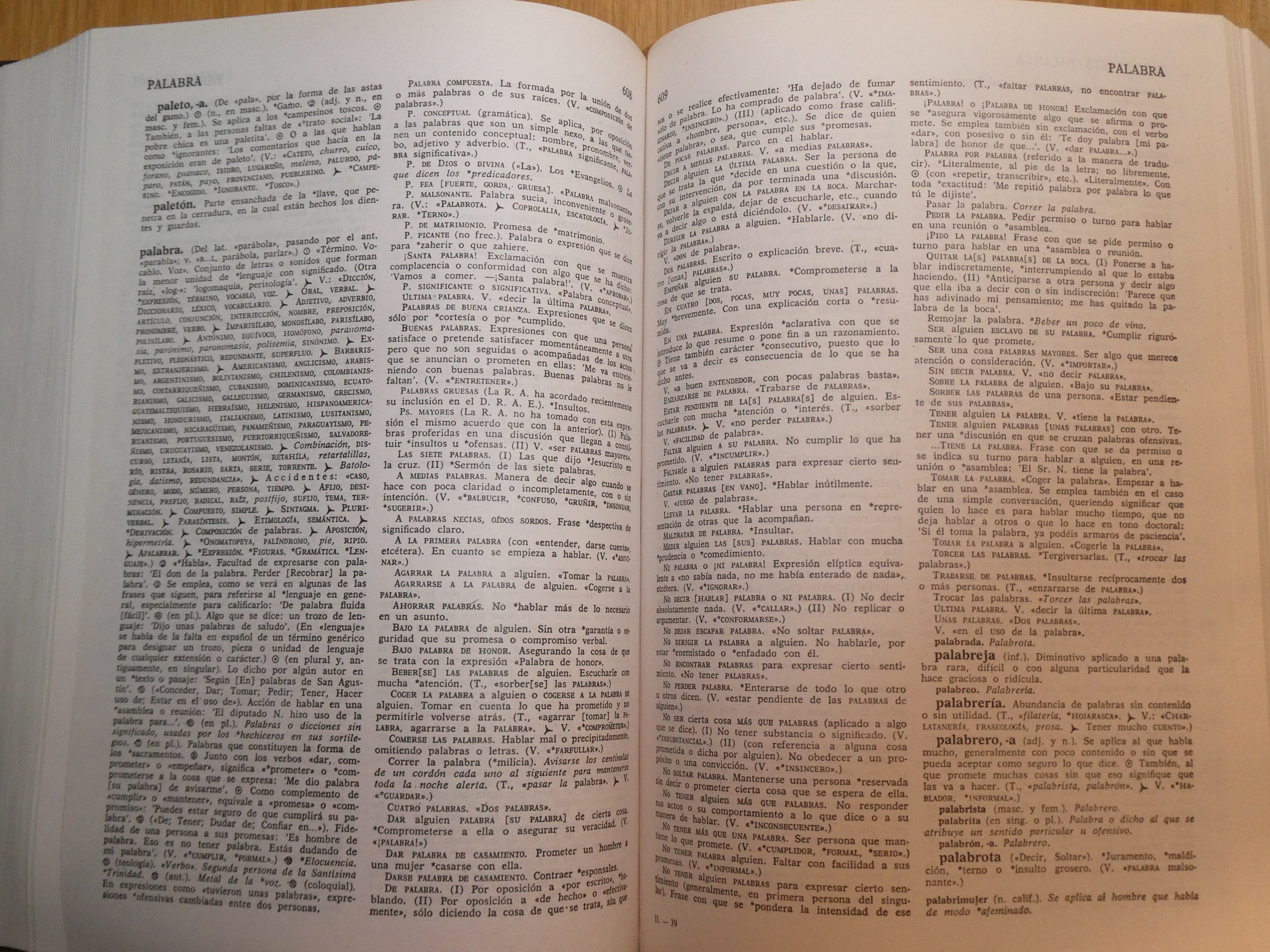
Diccionario de uso del español de María Moliner. Edición de 1990. Página de «palabra».

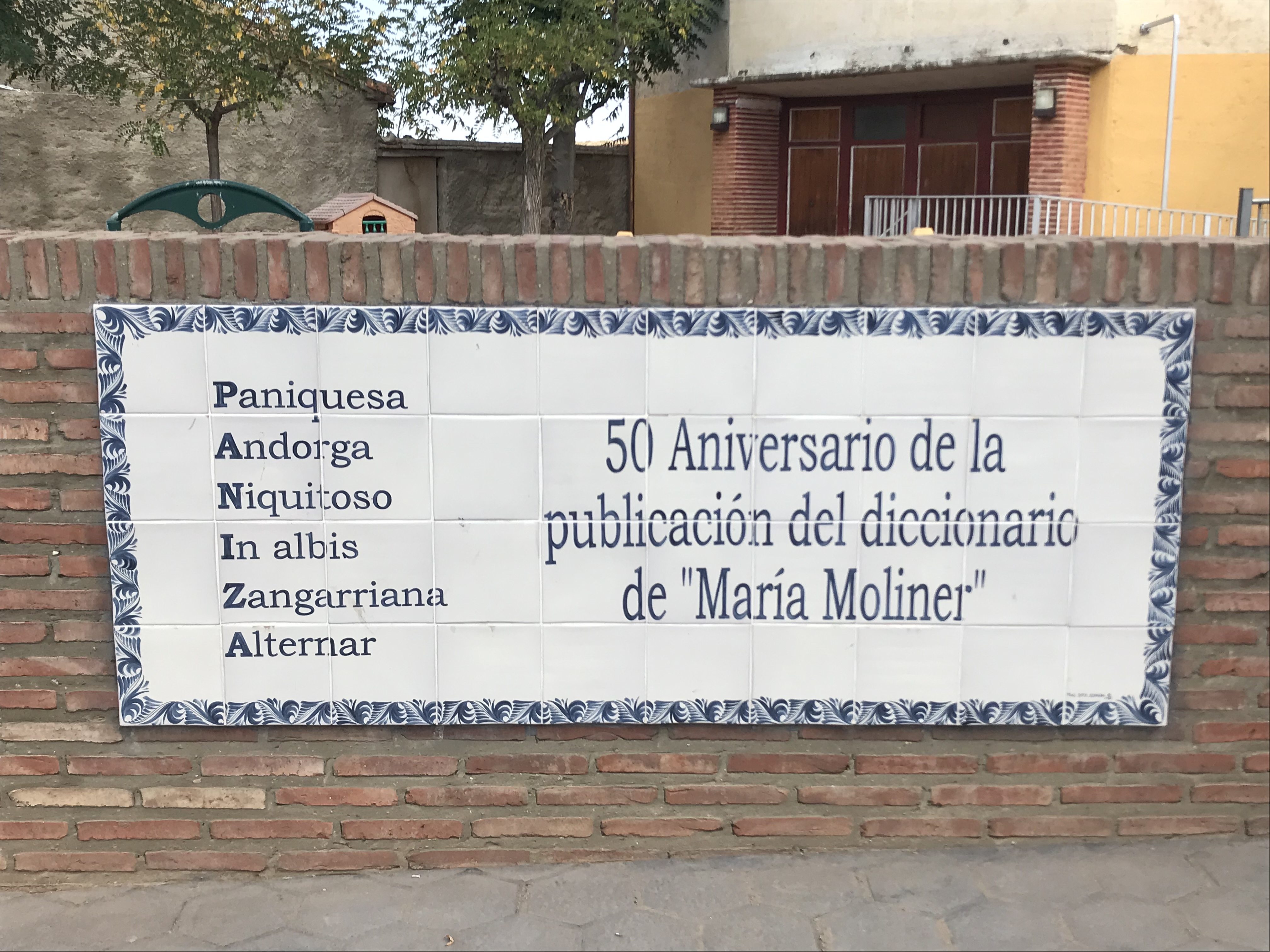
Placa del 50.º aniversario de la publicación del diccionario de María Moliner en Paniza.

Hacia 1952 su hijo Fernando le trajo de París el Learner’s Dictionary of Current English de A. S. Hornby (1948). A ella, que, consciente de las deficiencias del DRAE, andaba ya confeccionando anotaciones sobre vocablos, este libro le dio la idea de hacer «un pequeño diccionario... en dos añitos». Por entonces comenzó a componer su Diccionario de uso del español, ambiciosa empresa que le llevó más de quince años, trabajando siempre en su casa. A instancias del académico Dámaso Alonso, que siguió con interés su trabajo y tenía conexiones con la editorial Gredos, Moliner acabó firmando, en 1955, un contrato con esta para la futura publicación de la obra, cuya edición tipográfica fue muy laboriosa. Durante quince años lo escribió en la mesa del salón de su casa fuera de su horario laboral de cinco horas como bibliotecaria utilizando fichas de papel, una pluma «Mont Blanc» y una máquina de escribir Olivetti Pluma 22.
Su Diccionario era de definiciones, de sinónimos, de expresiones, de frases hechas y de familias de palabras. Además, anticipó la ordenación de la Ll en la L y de la Ch en la C (criterio que la RAE no siguió hasta 1994) y términos de uso ya común pero que la Real Academia Española no había admitido, como «cibernética», y agregó una gramática y una sintaxis con numerosos ejemplos. Como ella misma alguna vez afirmó, «El diccionario de la Academia es el diccionario de la autoridad. En el mío no se ha tenido demasiado en cuenta la autoridad»... «Si yo me pongo a pensar qué es mi diccionario me acomete algo de presunción: es un diccionario único en el mundo».
La primera edición (y la única original autorizada por ella) se publicó en 1966-1967.
En 1998 se publicó una segunda edición que consta de dos volúmenes y un CD-ROM, así como una edición abreviada en un tomo. La tercera y última revisión se editó en septiembre del 2007, en dos tomos.
Como expresó el premio Nobel de Literatura Gabriel García Márquez:

María Moliner —para decirlo del modo más corto— hizo una proeza con muy pocos precedentes: escribió sola, en su casa, con su propia mano, el diccionario más completo, más útil, más acucioso y más divertido de la lengua castellana. Se llama Diccionario de uso del español, tiene dos tomos de casi 3000 páginas en total, que pesan tres kilos, y viene a ser, en consecuencia, más de dos veces más largo que el de la Real Academia de la Lengua, y —a mi juicio— más de dos veces mejor. María Moliner lo escribió en las horas que le dejaba libre su empleo de bibliotecaria.
Gabriel García Márquez

## Relación con la Real Academia Española
El 7 de noviembre de 1972, el escritor Daniel Sueiro la entrevistó en el Heraldo de Aragón. El titular era un interrogante: «¿Será María Moliner la primera mujer que entre en la Academia?». La habían propuesto Dámaso Alonso, Rafael Lapesa y Pedro Laín Entralgo. Pero el elegido, a la postre, fue Emilio Alarcos Llorach. Entre los posibles motivos para no aceptarla se han apuntado el hecho de no ser filóloga de formación, su condición de mujer o, incluso, que su diccionario no incluyera voces malsonantes. Ella comentó así el tema:

Sí, mi biografía es muy escueta en cuanto a que mi único mérito es mi diccionario. Es decir, yo no tengo ninguna obra que se pueda añadir a esa para hacer una larga lista que contribuya a acreditar mi entrada en la Academia [...] Mi obra es limpiamente el diccionario. [Más adelante agregaba:] Desde luego es una cosa indicada que un filólogo [por Emilio Alarcos] entre en la Academia y yo ya me echo fuera, pero si ese diccionario lo hubiera escrito un hombre, diría: «¡Pero y ese hombre cómo no está en la Academia!
María Moliner citada por Daniel Sueiro

Las propuestas no prosperaron y fue otra mujer, Carmen Conde, la que ocupó el sillón. El proceso llegó a ser glosado en una de sus necrológicas titulada «Una académica sin sillón».
Violeta Demonte, profesora de Lengua Española en la Universidad Autónoma de Madrid, comentó acerca del diccionario de Moliner: «El intento es importante y novedoso. No obstante, como la fundamentación teórica los criterios de su análisis no son siempre claros y sus supuestos fundamentales tienen origen intuitivo, la utilidad de su obra es desigual».
Su más reciente biógrafa, Inmaculada de la Fuente, resumió así las causas:

Porque era una intrusa, en cierto modo. Porque estudió historia en la universidad de Zaragoza, pero había encarrilado su vida por el mundo de los archivos y bibliotecas y no estaba considerada filóloga. En aquel momento sí que influyó el que fuera mujer. Una mujer que se pone a hacer un diccionario, pero no el diccionario que inicialmente quería hacer, sino un diccionario que además cuestionaba el de la RAE. Creo que fue admirada, pero no valorada.
Inmaculada de la Fuente

En junio de 1973 la Real Academia Española le otorgó, por unanimidad, el premio Lorenzo Nieto López «por sus trabajos en pro de la lengua». María Moliner rechazó el galardón.
En 1981, Luis Permanyer escribió una crítica sobre la actitud de la mayoría de los académicos y, en 2021, por el 40.º aniversario del fallecimiento de Moliner, el director de la RAE, Santiago Muñoz Machado, afirmó: 

Me apeno de que no fuera académica cuando bien lo merecía por el trabajo que hizo, y me alegra celebrar y reconocer los enormes méritos de su obra. [Además agregó:] No es la RAE la culpable de un machismo recalcitrante que existía desde hace mucho y que se podía haber paliado cuando apareció María Moliner.
Santiago Muñoz Machado

## Documentales
- María Moliner. Tendiendo palabras. Escrito, dirigido y producido por Vicky Calavia en 2018.[37] Tiene una duración de 75 minutos y participan Javier Barreiro, Pilar Benítez, José Manuel Blecua, Lucía Camón, Antón Castro, Manuel Cebrián, Inmaculada de la Fuente, Marco Dugnani, Aurora Egido, Inés Fernández-Ordóñez, Luisa Gutiérrez, Victor Juan, María Antonia Martín Zorraquino, Eva Puyó, Soledad Puértolas, Carmen Ramón Moliner, Carme Riera y Pedro Álvarez de Miranda.[38]
- María Moliner: los libros. Dentro del programa Mujeres en la historia de TVE. Con una duración de 27 minutos fue emitido en 2004. Intervinieron, entre otros, su biógrafa María Antonia Martín Zorraquino, Pilar Faus (archivera), Alvar González (hijo de José Navarro Alcacer, cofundador de escuelas Cossío) y su hija Carmen Ramón Moliner (filóloga). Carmen Bonet fue la guionista y realizadora. Ana Vargas fue asesora.[39]

## Reconocimientos

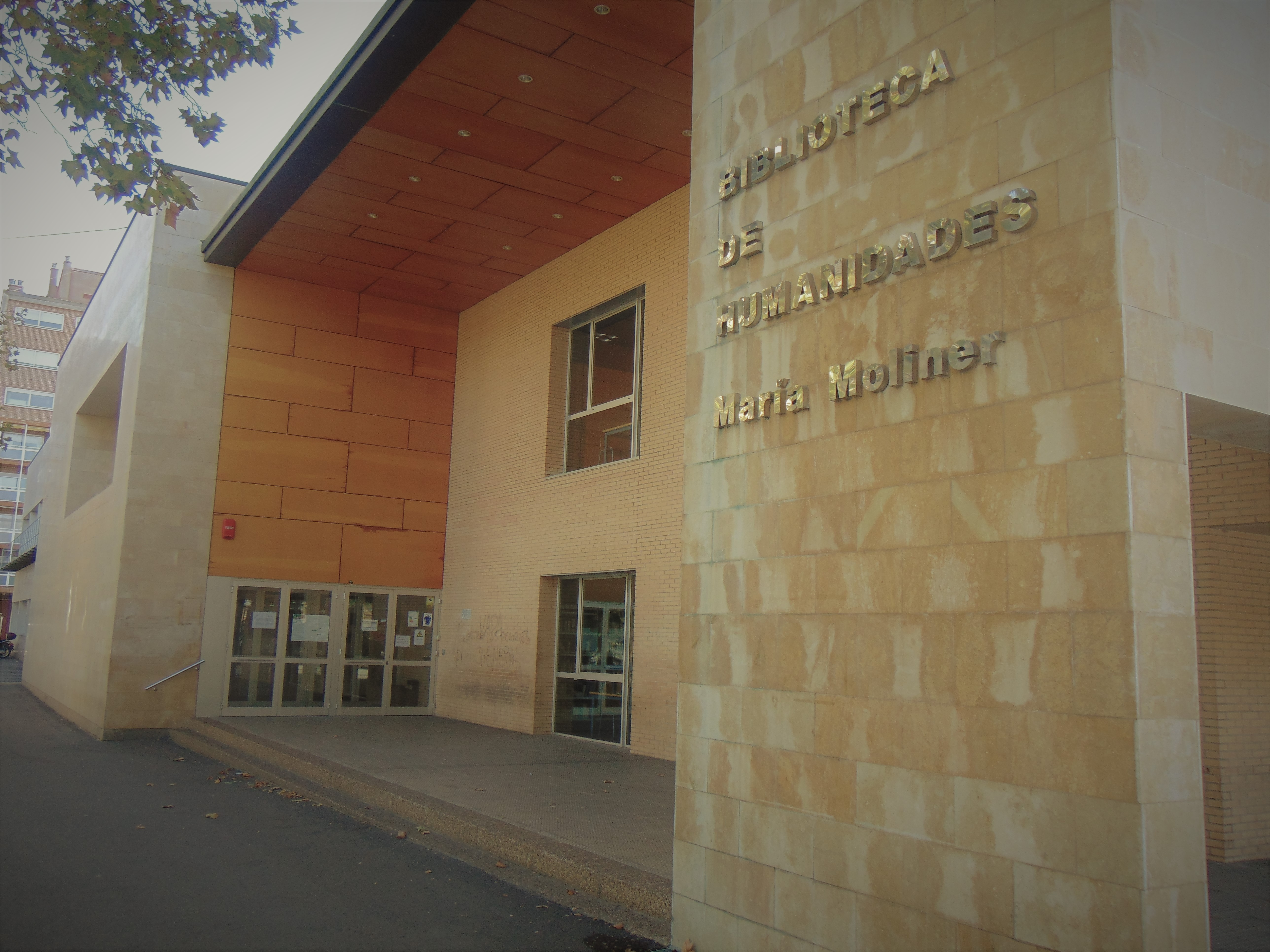
Biblioteca de Humanidades María Moliner en la Universidad de Zaragoza.

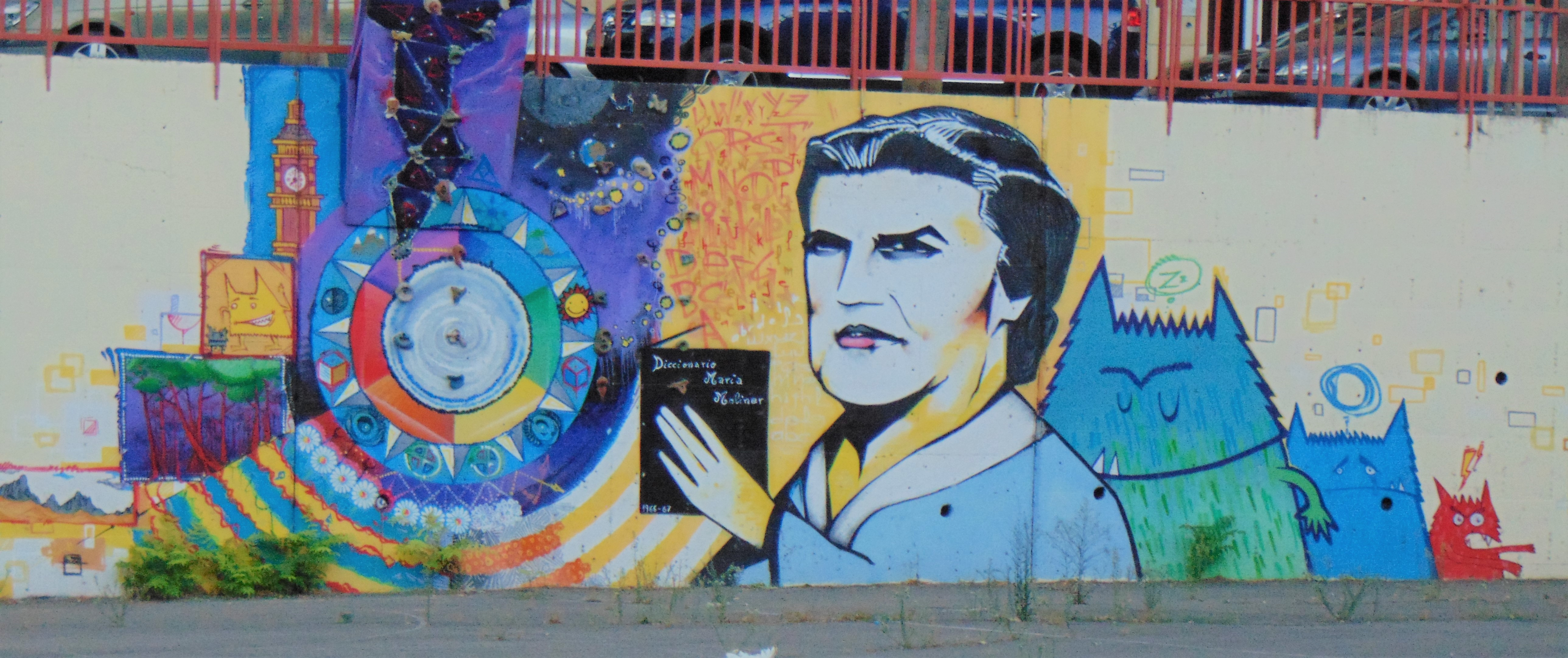
Mural en el colegio de educación infantil y primaria María Moliner de Zaragoza.

- Diversos Institutos de Enseñanza Secundaria (IES), Colegios de Enseñanza Infantil y Primaria (CEIP) y bibliotecas llevan su nombre; asimismo, la obra de María Moliner se ha honrado y recordado en distintos eventos culturales, calles, etc.[40]
- El dramaturgo Manuel Calzada Pérez escribió en 2012 una obra de teatro sobre María Moliner, denominada El diccionario,[41] que se ha llevado a las tablas con gran éxito en España, Chile[42] y Argentina,[43] entre otros países. La obra fue ganadora del Premio Nacional de Literatura Dramática en 2014,[44] y del premio ACE de 2015-2016.[45]
- El 30 de marzo de 2019, el motor de búsqueda Google conmemoró a María Moliner en el 119.º aniversario de su nacimiento con un Doodle.[46]
- En julio de 2019, la Biblioteca Nacional de España bautizó el salón general de lectura como sala «María Moliner».[47]
- En febrero de 2020, el Círculo de Bellas Artes bautizó su sala nueva situada en la quinta planta como sala «María Moliner».
- La Biblioteca General María Moliner, de la Universidad de Murcia, recibe este nombre en su honor.
- Por el 40.º aniversario de su fallecimiento, la Biblioteca Nacional de España organizó un acto de homenaje de su obra y contribución a la cultura.[48][49]
- Una calle de la localidad asturiana de Castropol le rinde homenaje desde 2023 por la vinculación que tuvo con el proyecto lector castropolense y el apoyo brindado en los inicios de la Biblioteca Popular Circulante de Castropol.[50]
- En Granada hay una calle que lleva su nombre.
- La Fábrica Nacional de Moneda y Timbre (FNMT) emite el 8 de marzo de 2025 una moneda de colección dedicada a María Moliner, en homenaje al 125º aniversario de su nacimiento.[51] [52]

## Obras de María Moliner
- Moliner, María (1979). Diccionario de uso del español, volumen 1. Barcelona: Gredos. ISBN 9788424913441.
- Moliner, María (1979). Diccionario de uso del español, volumen 2. Barcelona: Gredos. ISBN 9788424913489.
- Moliner, María (2013). Gramática básica del español (2.ª edición). Barcelona: Gredos. ISBN 9788424936853.
- Moliner, María (2013). Ortografía del español (3.ª edición). Barcelona: Gredos. ISBN 9788424936389.